# Jake Heyward
Jake David Heyward (Cardiff, 26 de abril de 1999) es un deportista británico que compite en atletismo, especialista en las carreras de mediofondo. Ganó una medalla de plata en el Campeonato Europeo de Atletismo de 2022, en la prueba de 1500 m.

## Palmarés internacional
| Campeonato Europeo | Campeonato Europeo | Campeonato Europeo | Campeonato Europeo |
| Año                | Lugar              | Medalla            | Prueba             |
| ------------------ | ------------------ | ------------------ | ------------------ |
| 2022               | Múnich (Alemania)  | Medalla de plata   | 1500 m             |